# Zulu Boyz
Die Zulu Boyz (heute: 54Degreez) waren eine 1984 in Greifswald, Stralsund und Wolgast entstandene Breakdance-Formation. Zusammen mit der Automatic Freaszy Crew gelten sie als Wegbereiter des Hip-Hop in der DDR. Neben zahlreichen Auftritten zu nationalen Meisterschaften, tourten die ehemaligen Mitglieder der Zulu Boyz im Jahr 1994 zusammen mit der Rock Steady Crew und Crazy Legs durch Amerika.

## Auszeichnungen
- 1988 - 3. Platz bei der DDR-Meisterschaften in Wolgast
- 1989 - 3. Platz bei der DDR-Meisterschaften in Leipzig
- 1989 - Musikvideo „Stand up“ in der Jugendsendung „elf 99“ des DDR-Fernsehen
- 1989 - Gemeinsamer Auftritt mit Shyriq und Spaiche von den Kreuzberger 36 Boys in der Fernsehsendung „Klick“
- 1994 - Rap Nation Auftakttour zu „Die Macht der Kreativität“
- 1994 - Auftaktshow zur deutschen Jazzdance-Meisterschaft
- 1994 - Tour der ehemaligen Zulu Boyz mit der Rock Steady Crew und den Crazy Legs in Amerika – Shows in Kalifornien und New York
- 2001 - Zweite Amerikatour – Besuche von Workshops und bei Tänzern in Kalifornien (u. a. Aiko)
- Juli 2007 - Ehemalige Mitglieder der Zulu Boyz eröffnen das Tanzstudio 54° in Greifswald[1]